# Asher Angel
Asher Angel (Paradise Valley, 6 de setembro de 2002) é um ator americano. Ele começou sua carreira como ator infantil no filme Jolene, estrelado por Jessica Chastain. Ele é conhecido por seus papéis como Jonah Beck na série Andi Mack, do Disney Channel, e Billy Batson no filme "Shazam!".

## Carreira
Angel se interessou em atuar aos cinco anos de idade e apareceu no filme de 2008, Jolene. Sua mãe prometeu levá-lo para Los Angeles, se ele "colocar no trabalho e [fazer] 30 shows [locais]" e ele passou a atuar em várias peças, incluindo A Pequena Sereia, Seussical, Mary Poppins e Into the Woods no Desert Stages Theater em Scottsdale. Sua mãe cumpriu sua promessa, e Angel viajou para Los Angeles onde, aos 12 anos, fez o teste e ganhou o papel de Jonah Beck na série televisiva do Disney Channel, Andi Mack. Sua família inteira mudou-se para Utah para acomodar as filmagens da série.
Angel também dividiu o papel principal de Billy Batson, com Zachary Levi tocando seu alter-ego adulto de super-heróis, na adaptação cinematográfica de Shazam!, da DC Comics, que é uma nova parcela do DC Extended Universe. O filme foi lançado em abril de 2019.

## Vida pessoal
Angel nasceu no Arizona e viveu em Paradise Valley. Seus pais são Jody e Coco Angel, e ele é o mais velho dos três, com um irmão e uma irmã mais nova. Ele é judeu. Ele canta e toca violão.

## Filmografia
| Ano       | Título                                       | Papel             | Notas                             |
| --------- | -------------------------------------------- | ----------------- | --------------------------------- |
| 2008      | Jolene                                       | Brad Jr. (5 anos) | Filme                             |
| 2016      | Nicky, Ricky, Dicky e Dawn                   | Jaspe             | Episódio: "Ballet and the Beasts" |
| 2016      | Criminal Minds: Beyond Borders               | Ryan Wolf         | Episódio: "De Los Inocentes"      |
| 2017–2019 | Andi Mack                                    | Jonah Beck        | Papel principal                   |
| 2018      | On Pointe (Driven to Dance)                  | Alex              |                                   |
| 2019      | Shazam!                                      | Billy Batson      | Papel principal                   |
| 2021      | High School Musical: The Musical: The Series | Jack              | Episódio “Spring Break”           |
| 2022      | Darby and the Dead                           | James             |                                   |
| 2023      | Shazam!: Fury of the Gods                    | Billy Batson      | Papel Principal                   |